# Årstalänken

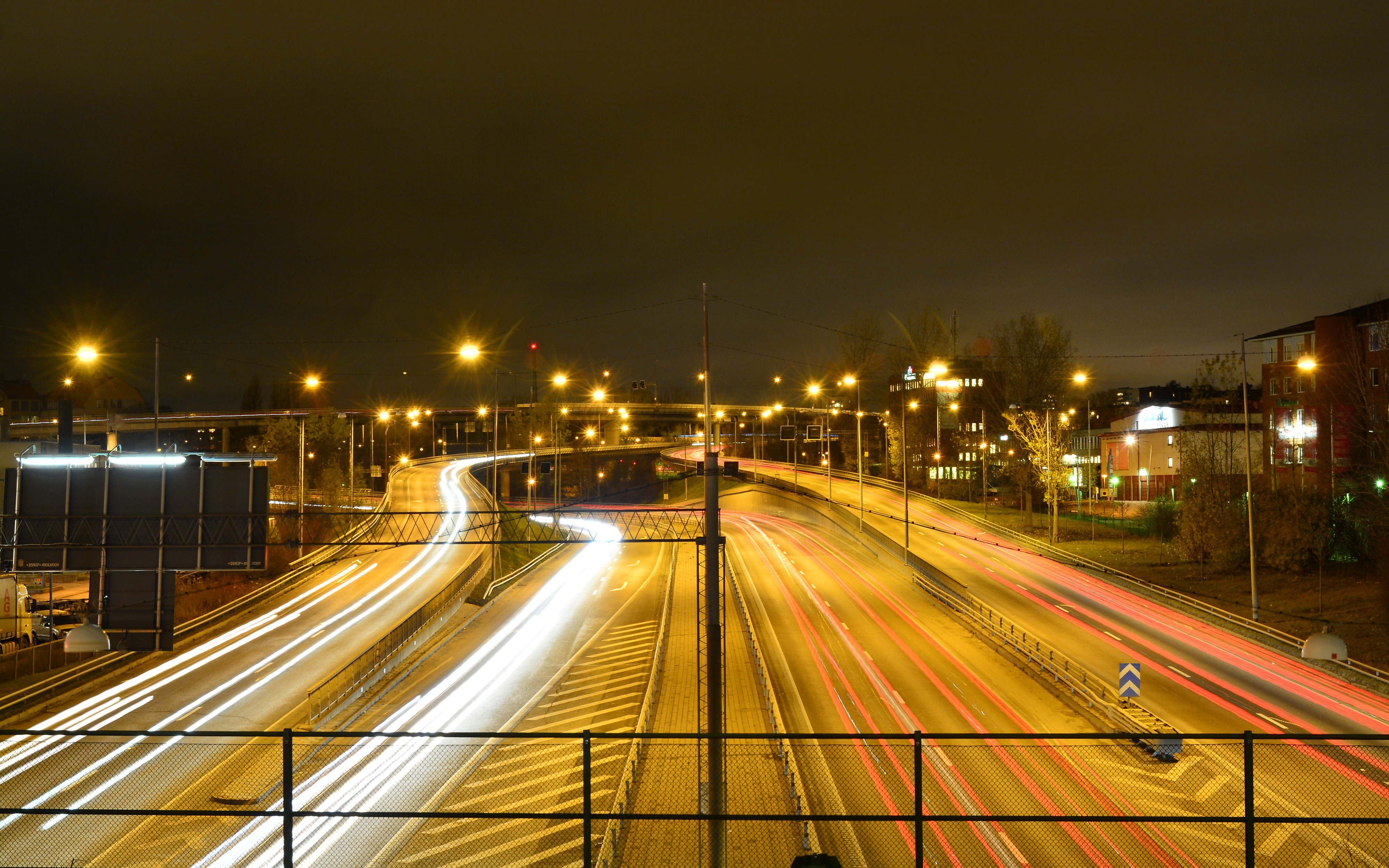
Årstalänkens anslutning mot Essingeleden (Nybodakopplet).

Årstalänken är ett stadsmotorvägsavsnitt av Södra länken i stadsdelarna Västberga och Östberga i Söderort inom Stockholms kommun. Den tidigare östra delen är dock nedlagd sedan år 2004 och är en så kallad ruinmotorväg. Här planeras nya bostäder.

## Årstalänken före år 2004

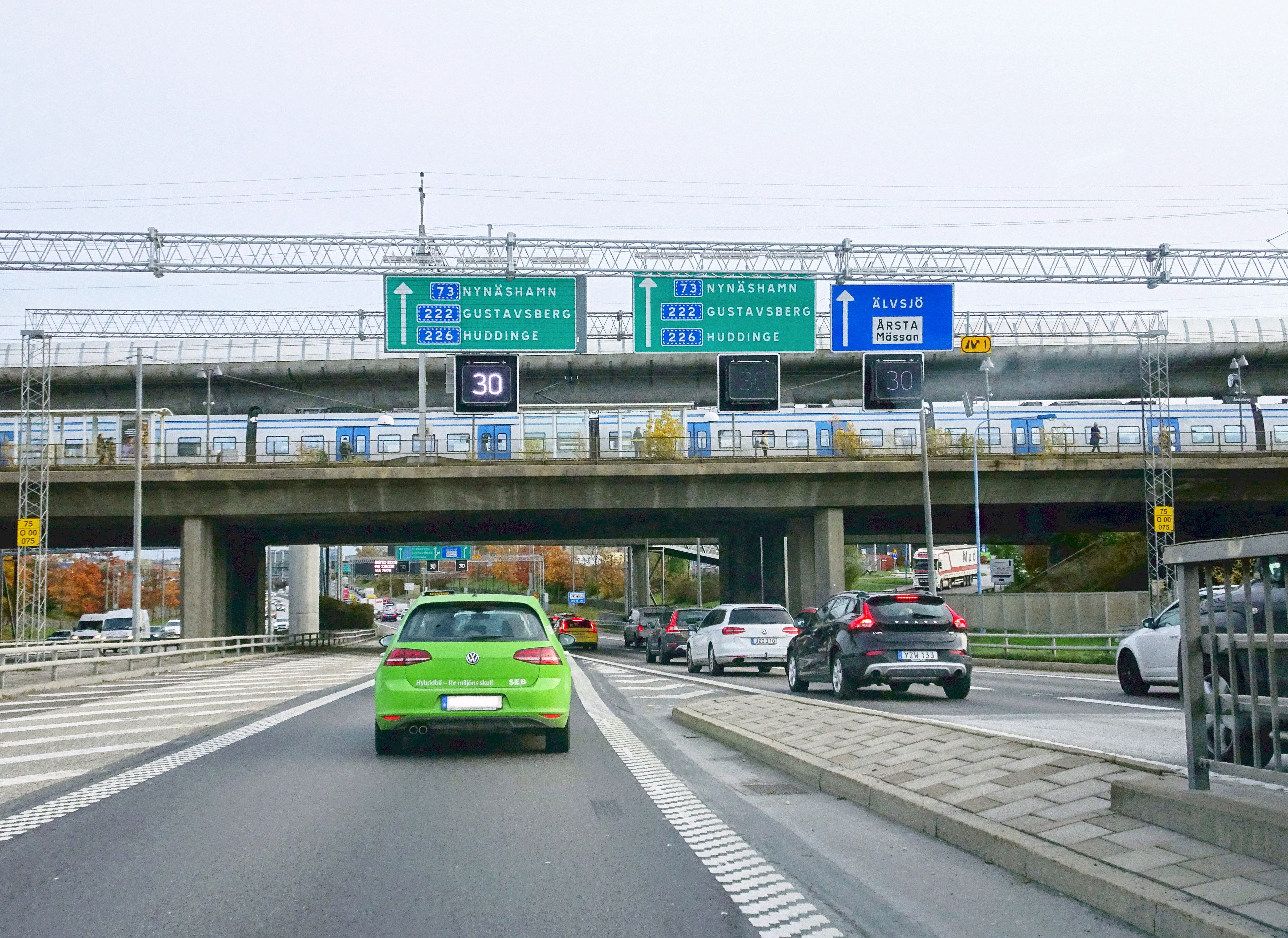
Årstalänken mot öster 2020.

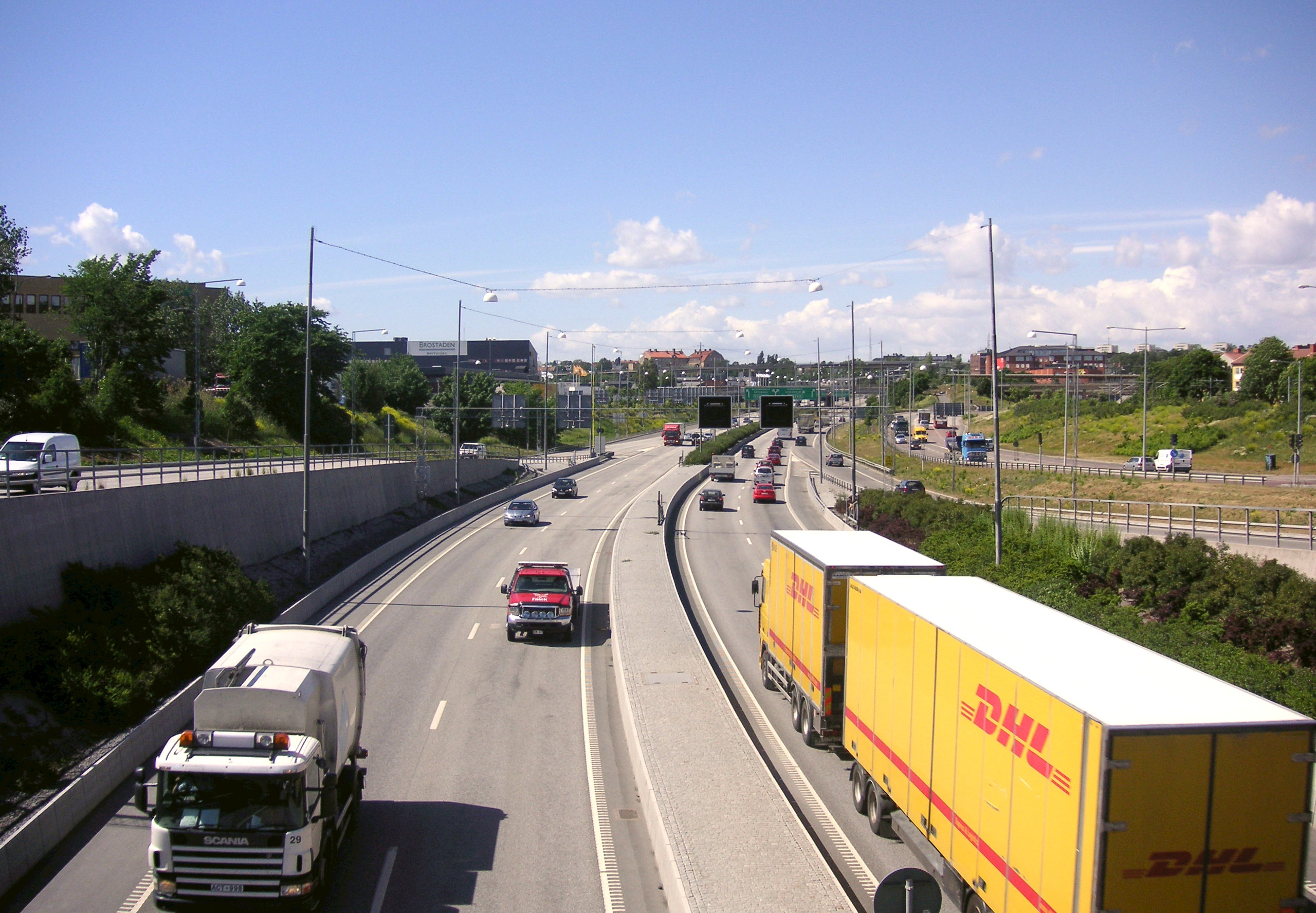
Årstalänken mot väster 2008.

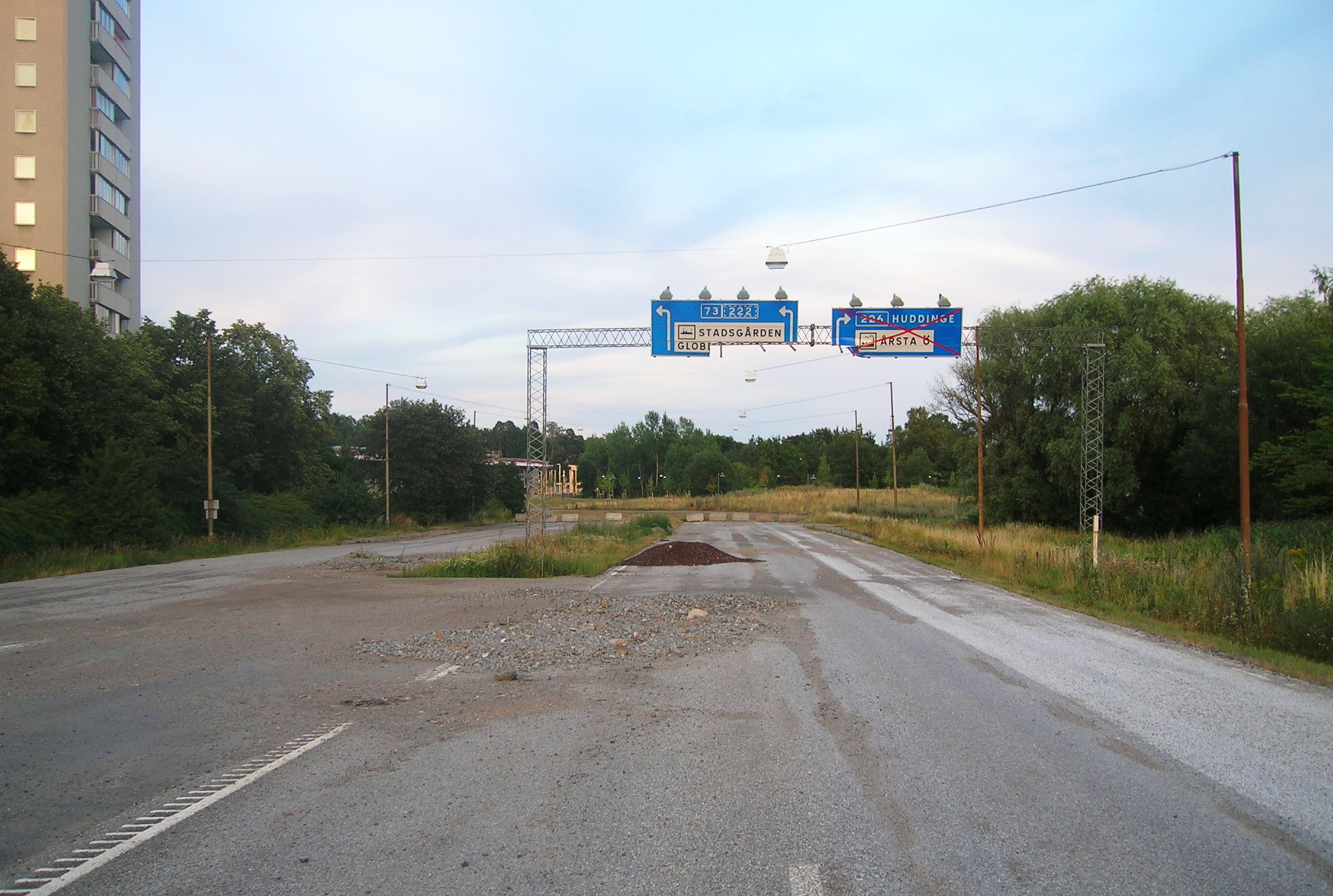
Årstalänkens avstängda del 2006.

Årstalänken var en motorväg som byggdes under slutet av 1960-talet och öppnades för trafik 1972 som den västra delen av den planerade Södra länken, fram till Huddingevägen, enligt 1960 års trafikledsplan och trafikförsörjningen enligt 1967 års cityplan, City 67. Redan de ursprungliga planerna var att länken skulle ansluta till de södra och östra stadsdelarna och förorterna till Stockholm med bland annat Salemsleden. Men först 2004 blev den resterande delen av Södra länken färdigbyggd och då planerna ändrats till förläggning i tunnel fick den östra delen av Årstalänken läggas ned. Under drygt tre decennier var således de som skulle vidare mot de övriga södra och östra förorterna tvungna att fortsätta på mindre vägar innan de åter kunde komma ut på motorvägar som ledde vidare till exempelvis Haninge eller Nacka. 
Från Årsta fanns ett område reserverat, Vallamotet, för förlängning av denna motorväg men detta blev aldrig utnyttjat. Istället planerades andra lösningar som debatterades i många år. Detta gjorde att Årstalänken blev en motorväg som mer och mer förde en tynande tillvaro med ett begränsat underhåll på exempelvis belysning och skyltning. Under 1980- och 1990-talen började Södra Länkens sträckning att utredas och omplaneras, detta var ytterligare en orsak till det nedsatta underhållet av Årstalänken.

## Årstalänken efter år 2004
År 1992 träffades en politiskt överenskommelse om transportsystemen i Stockholms län, den så kallade Dennisöverenskommelsen. Planen var att komplettera Essingeleden med Norra länken, Österleden och Södra länken till en motorvägsring runt Stockholm. 1997 bröts koalitionen för Dennisöverenskommelsen, men Södra Länken hann sättas igång. På hösten 2004 invigdes Södra Länken och i samband med detta blev Årstalänkens östra del (norr om Årstafältet) avstängd för trafik och därmed också helt nedlagd, en sträcka på ca 1 km. 
År 2004 gavs gatu- och fastighetsnämnden samt stadsbyggnadsnämnden i uppdrag att påbörja programarbetet för bostäder och service på den nedlagda delen av Årstalänken samt söder om Valla torg och på Valla gårds gamla marker, som omfattar norra delen av Årstafältet. Våren 2008 inbjöd Stockholms stad arkitekter från hela världen till en internationell arkitekttävling. Till vinnare i tävlingen utsågs förslaget Arkipelag, framtaget av ett franskt team bestående av arkitektkontoret Archi5, landskapsarkitektkontoret Michel Desvigne, och miljökonsulterna Elioth/Iosis Group. En ny stadsdel med 4 000 bostäder för 10 000 invånare skall stå helt klart omkring år 2035.